# Luteranism

Trandafirul lui Luther.

Luteranismul este confesiunea creștină de tip protestantă, bazată pe teologia preotului german Martin Luther.

## Martin Luther și reforma

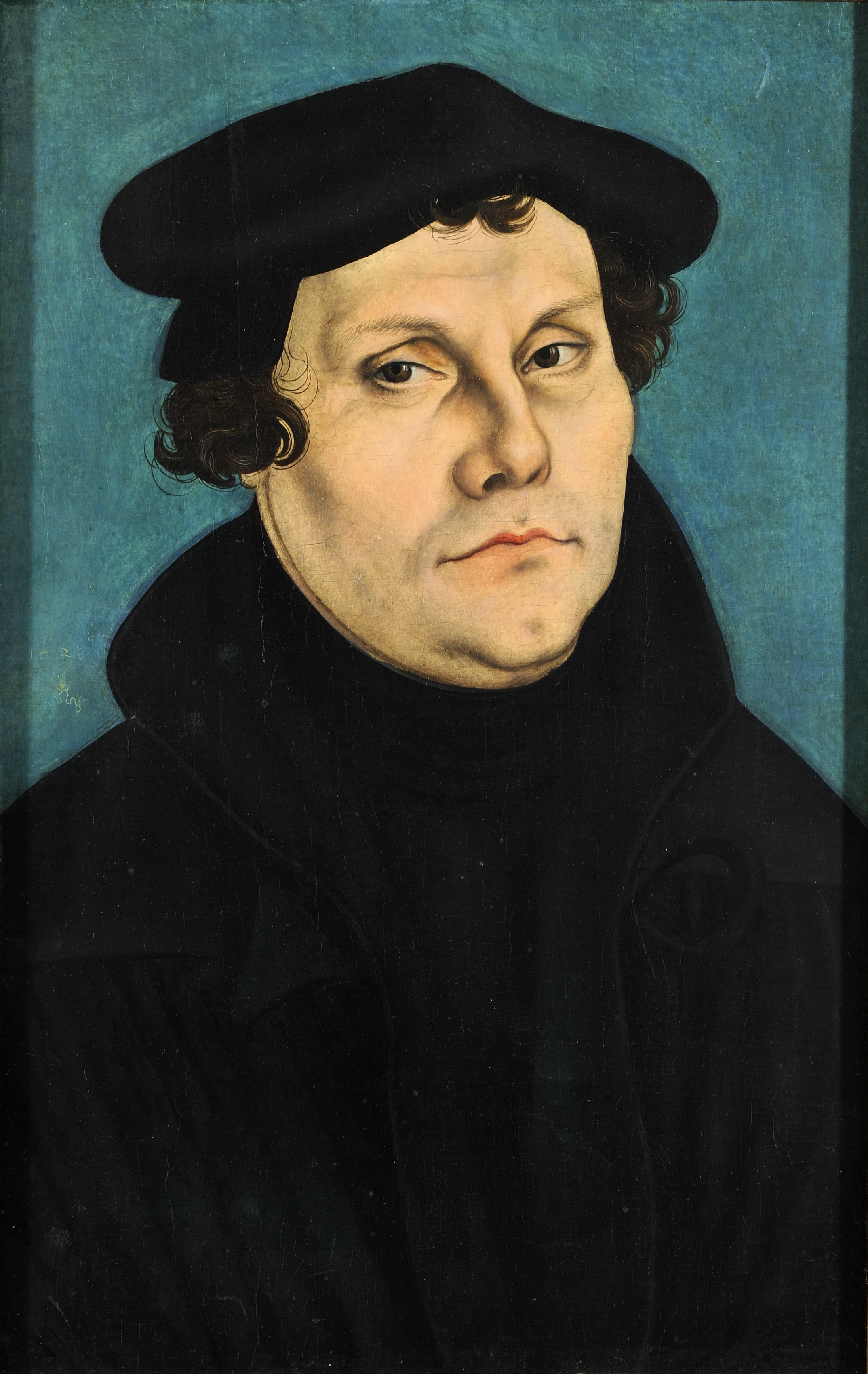
Martin Luther (1483-1546)

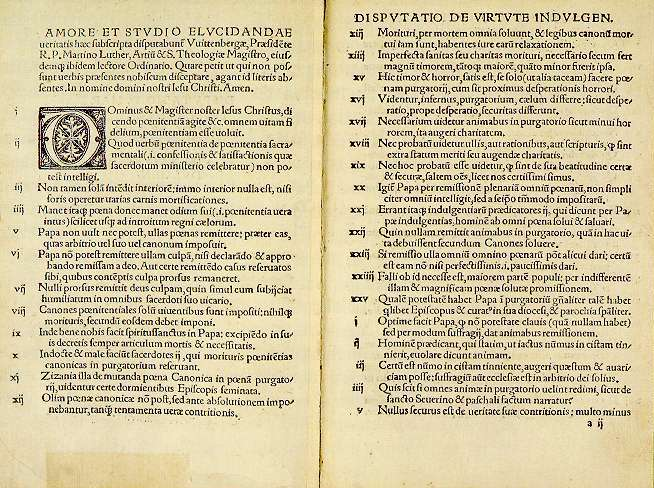
Cele 95 de teze

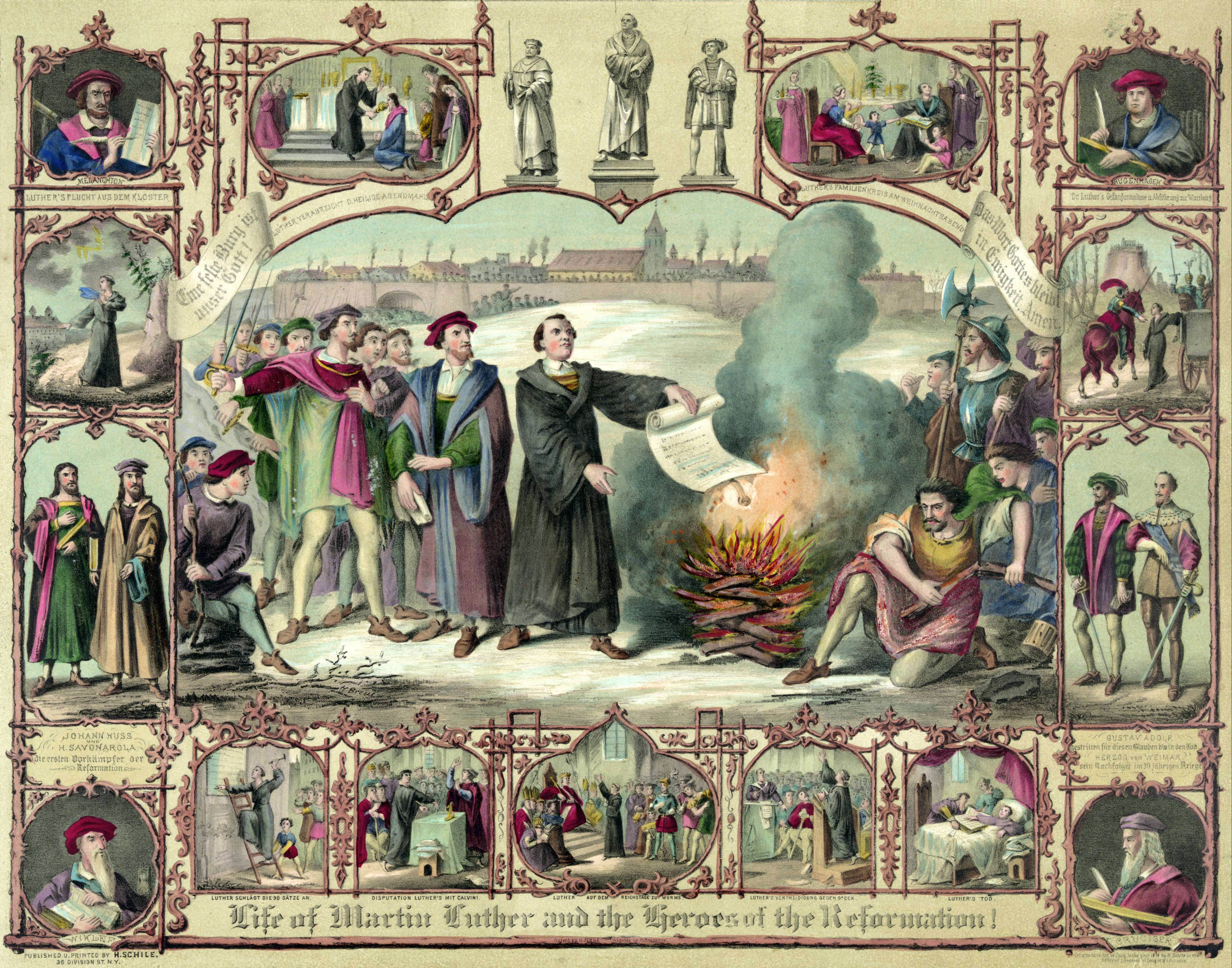
Martin Luther arde bula papală

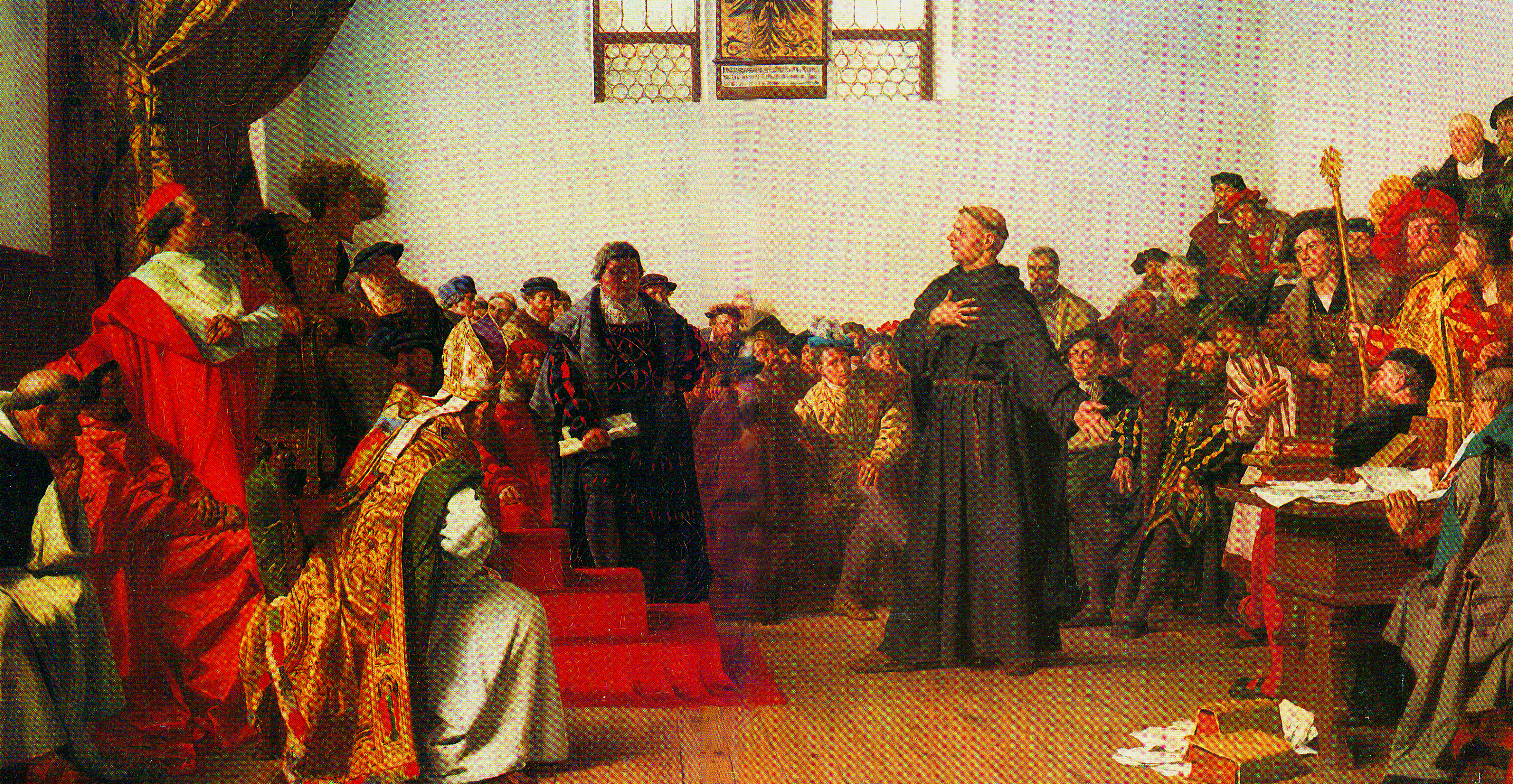
Dieta de la Worms (1521)

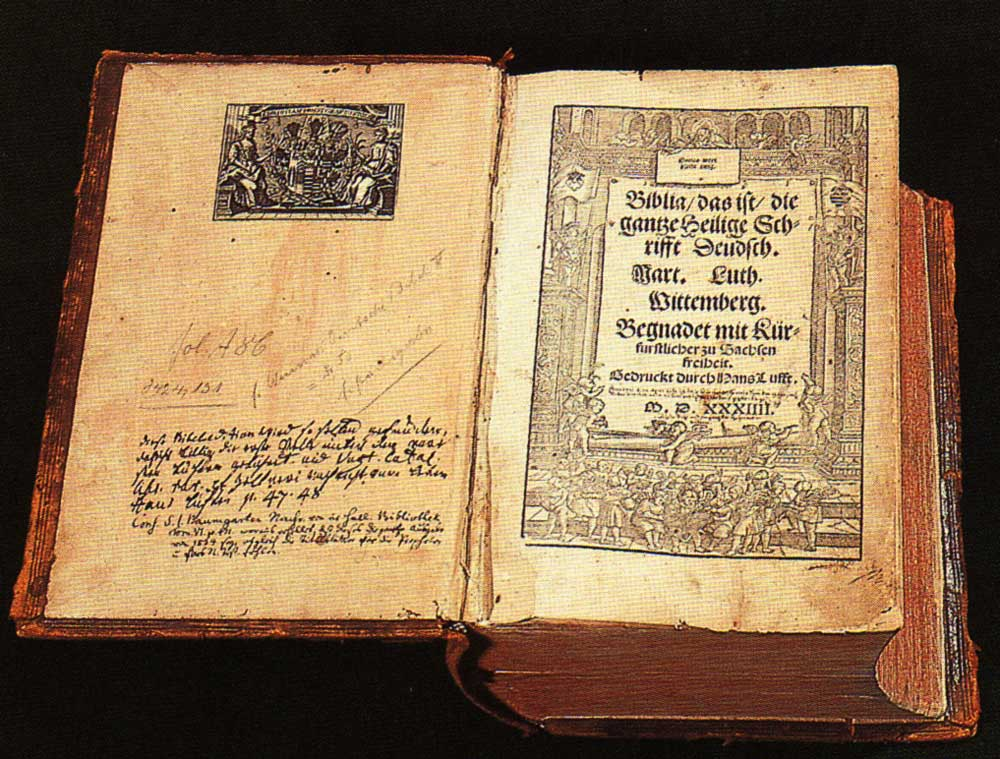
Biblia lui Luther - 1522

Credința lui Luther l-a făcut să intre, în 1517, în conflict cu Biserica Romano-Catolică. În 1515 papa Leon al X-lea, fiind dornic să strângă banii necesari renovării catedralei San Pietro de la Roma, l-a însărcinat pe dominicanul Johann Tetzel să vândă indulgențe. Prin vânzarea de indulgențe se oferea, în schimbul unei sume de bani, anularea suferințelor vremelnice datorate păcatului - odată iertat prin pocăință. Luther s-a declarat împotriva acestei practici.
În 1516 a descoperit un manuscris german anonim, a cărui pietate mistică se potrivea atât de bine propriei structuri sufletești, asupra sufletului și a mântuirii, că Luther l-a și publicat sub titlul  Theologia Germanica . Pe lângă textul propriu-zis, al vechiului manuscris, el adăuga și propriile considerente în care dezaproba pe predicatorii indulgențelor ce profitau de lipsa de instruire a săracilor. În corespondența privată el începuse să identifice pe antihristul primei epistole a lui Ioan cu papa. În iulie 1517 a predicat la Dresda în prezența ducelui Georg cel Bărbos, susținând că simpla acceptare a meritelor lui Hristos asigura mântuirea omului (doar prin credință - sola fide). Ducele Georg, care a devenit ulterior un adversar al luteranismului, considera că punerea credinței deasupra practicii (faptele bune), înseamnă cultivarea trufiei și îndărătniciei, respectiv nesupunerii în popor. 
Propaganda deșănțată a lui Tetzel avea și un alt substrat și anume: Arhiepiscopul Albrecht de Brandenburg (1490-1545), un principe din casa de Hohenzollern, care deja avea două episcopii sub control, a pus ochii pe arhiepiscopia vacantă de Mainz, în anul 1514. Deoarece Albert avea numai 23 de ani, și legea canonică interzicea unui om să dețină mai multe funcții, el a fost nevoit să plătească papei Leon al X-lea, pentru dispensele necesare ocupării celor două posturi. 
Din fericire pentru el, dorința de a avea arhiepiscopia de Mainz și dorința papei de a avea bani pentru construirea Catedralei Sfântul Petru din Roma au coincis. Albrecht urma să primească permisiunea de a deveni arhiepiscop de Mainz, dacă plătea papei o sumă mare de bani, aproximativ 14 000 de ducați, pe lângă taxele obișnuite pentru a ajunge la o asemenea slujbă. Deoarece această sumă era de domeniul marilor finanțe, papa i-a sugerat să împrumute banii de la bogata familie de bancheri Fugger, din Augsburg. O bulă papală, care autoriza vânzarea indulgențelor în anumite state germane, era dată ca asigurare că Albrecht îi va plăti înapoi familiei Fugger împrumutul. Papa a primit jumătate din suma, strânsă de pe urma vânzării indulgențelor și cealaltă jumătate a fost folosită pentru plata datoriei la familia Fugger. 
Principalul agent al lui Albrecht era dominicanul Tetzel, care era plătit pentru a vinde aceste indulgențe. Cu el și cu alți vânzători de indulgențe mergea un agent al familiei Fugger, pentru a se asigura că jumătate din banii plătiți pentru fiecare indulgență lua drumul băncii, în contul împrumutului ce-i fusese dat lui Albrecht. În acest context, Tetzel folosea metode de vânzare a indulgențelor, făcând reclamă și publicitate, promițând iertarea de pedepse temporare chiar și pentru cele mai grave păcate, dacă penitentul cumpăra o indulgență. 
Era de fapt o deviere de la învățătura Bisericii, iar indulgența nu mai implica pocăința, ci prindea contur magic, chiar „mulți predicatori învățau că indulgența poseda, în sine, o putere oarecum magică”. Și cum Tetzel vindea indulgențe în imediata vecinătate a Wittenberg-ului, la Juterbock, Luther a crezut că a venit momentul să ia atitudine în public. El a profitat de faptul că pe 1 noiembrie, Sărbătoarea Tuturor Sfinților, după calendarul apusean, la Wittenberg avea loc un pelerinaj masiv al credincioșilor din regiune, pentru a se închina relicvelor pe care le poseda principele elector de Saxa. 
De aceea, la 31 octombrie 1517, el a afișat cele 95 de teze pe ușa unei biserici din Wittenberg „cu scopul de a provoca adevărul“, în care condamna abuzurile sistemului cu indulgențe și invita toată lumea să dezbată subiectul. Motivul pentru care Luther a combătut indulgențele a fost felul în care călugărul dominican, Johann Tetzel, făcea publicitate acestora, relativizând pocăința și afirmând că „îndată ce banul sună în cutie, sufletul zboară la cer”. Practic, atunci a început Reforma care a modificat, pentru secole, alianțele politice și religioase. Martin Luther a formulat o interpretare nouă, antiscolastică a textelor biblice, a criticat dogmele și organizarea ierarhică a Bisericii Catolice, intoleranța acesteia și comerțul cu indulgențe. În esență, reforma lui Luther consta în afirmarea „mântuirii prin credință“, nu prin practicarea ritualurilor bisericești, și în proclamarea autorității exclusive a textelor biblice. El a pledat împotriva autorității papale în afaceri de stat.
După moda timpului, tezele afișate de Luther se impunea să fie discutate, dar nu s-a întâmplat așa, căci nimeni nu s-a prezentat a doua zi, pentru a-l înfrunta pe reformator.  Aceste teze au circulat repede prin Germania și au cauzat o mare controversă. În demersul său, reformatorul a fost ajutat de tipar, căci tezele sale au fost multiplicate și răspândite în întreaga Germanie și chiar în afară, provocând, astfel, vii reacții. Tetzel a luat atitudine împotriva lui Luther și a publicat Antiteze, care au fost repede sancționate de studenții din Wittenberg. Se contura o dispută, ce nu se putea opri la doi călugări sau la teologi, căci arhiepiscopul de Mainz, vizat direct de reformator, s-a adresat papei, trimițându-i și tezele lui Luther. 
Papa Leon al X-lea, ocupat cu cele lumești, mai mult decât cu cele ale Bisericii, a crezut că este vorba de o ceartă între călugări. Dar, începând cu luna decembrie, cardinalul Thomas Cajetan, studiind dosarul cu o luciditate remarcabilă, a atenționat pe papă că este vorba de o învățătură contrară celei oficiale, pe de o parte o învățătură nouă, anume justificarea (mântuirea) prin credință, pe de altă parte contestarea noțiunii de merit și a magisterului infailibil al Bisericii. Roma a poruncit atunci lui Staupitz să-l determine pe Luther să retracteze. Chemat la ordine, în februarie 1518, Luther a refuzat să retracteze ceva și s-a adresat cu un memoriu Romei, cerând în continuare expunerea adevărului despre indulgențe. El își mărturisea supunerea, dar cerea revizuirea învățăturii despre indulgențe. 
Chemat la proces, la Augsburg, unde Dieta studia pericolul turc, cardinalul Thomas Cajetan i-a cerut să-și retracteze cele 95 de teze. Luther a replicat că și le va retrage doar dacă i se va dovedi pe baza Bibliei că el este cel care greșește. Luther și-a reluat și nuanțat tezele și a susținut că și papa trebuie să asculte de sinod, iar sinodul de Sf. Scriptură. Cajetan a constat revolta călugărului. Reîntors la Wittenberg, de unde principele elector a refuzat să-l extrădeze, Luther a lansat, la 21 octombrie, un apel „de la un papă rău informat către un papă care trebuie mai bine informat” , ca acesta să facă apel la un conciliu general, așa cum făcuse înainte și Jan Hus. 
Roma a trimis un alt mesager, Carol Militz, mai blând decât Cajetan, care a reușit să obțină (la 5-6 ianuarie 1519) o promisiune de la Luther, anume că va tăcea dacă nu va fi atacat. Lucrurile însă s-au schimbat atunci când catolicul Johann Eck (+1543), vice-cancelar al Universității din Ingolstadt[.?.]. La 27 iunie-16 iulie 1519, reformatorul a participat la o dispută publică, ce a avut loc la Leipzig, asupra primatului papal, prilej cu care a început să creadă că nici conciliul nu este infailibil, ci numai Sf. Scriptură garantează adevărul divin; cât despre epistola Sf. Iacob, invocată de Eck, pentru necesitatea faptelor bune, Luther s-a exprimat că este „de paie“. 
Germania, condusă de împăratul Maximilian, s-a divizat, o parte rămânând cu Roma, iar o alta a împărtășit ideile lui Luther. Personalități precum Ulrich von Hutten, cavalerul Franz von Sickigen, profesorul de ebraică Philipp Melanchthon, Silvestru de Schaumburg și în general umaniștii, care la început credeau că este o simplă ceartă între călugări, au trecut de partea lui Luther. Nu au lipsit excesele și mulți învățați au început să privească cu ochi critici și alte realități din Biserica Apusului.
Denunțat ca eretic, Luther s-a adresat națiunii germane, în anul 1520, prin trei scrieri-program, din cele 30 câte a scris în acel an. Prima, Apelul către nobilimea creștină de națiune germană despre îndreptarea stării creștine, tipărită în august 1520, susținea că dacă papalitatea și clerul nu voiau ca reforma cerută de sute de ani, precum și satisfacerea doleanțelor poporului german, atât de crunt exploatat de lăcomia lor, atunci s-o facă poporul. Iarăși tiparul a ajutat enorm, căci, în câteva zile, peste 4000 de exemplare din acest manifest, s-au răspândit demolând cele trei ziduri în spatele cărora se ascundea papalitatea: puterea spirituală, care depășește pe cea lumească, dreptul papei de a explica Biblia și dreptul de a convoca sinoade. Acestora, Luther le opunea preoția universală sau generală, libertatea pentru toți de a explica Sf. Scriptură și dreptul poporului întreg de a decide în adunări soarta Bisericii sale. „Trebuie să te trezești, Germanie!”, striga Luther, „căci Donatio Constantini, temelia statului papal, este un fals nemaiauzit; pelerinajele la Roma și sărutarea picioarelor papei să înceteze“. „Ne-am săturat de cerșetoria și de dezmățul Ordinelor călugărești; preoții să se căsătorească și să nu mai trăiască, mai departe, într-o rușinoasă stare de promiscuitate; afară cu păgânul Aristotel din teologie; Sf. Scriptură să fie pusă în centrul ridicării poporului”, erau unele din tezele lui Luther.
Al doilea manifest, Captivitatea babiloniană a bisericii, a apărut în octombrie același an, era redactat în limba latină și se ocupa numai cu probleme teologice. În acesta, Luther nega caracterul sacramental al Bisericii , din cele șapte Taine, numai trei admițând: Botezul, Euharistia  și într-o oarecare măsură Pocăința, care puteau fi dovedite ca fiind instituite de Hristos. Celelalte erau socotite ceremonii pioase adăugate de oameni. Dar și primele trei Taine se aflau într-o scandaloasă robie a rătăcirii omenești asemănătoare celei din Babilon sau Avignon, căci li s-a răpit și întunecat caracterul primordial. Cel mai rău a fost mutilată Euharistia, spunea Luther, căci li s-a răpit laicilor potirul; minunea prefacerii darurilor este subminată de subtilitățile scolasticismului, iar caracterul de ofrandă este diminuat – euharistia fiind, în primul rând un dar divin (dat de Cristos), iar apoi o jertfă de laudă (cf. 1 Petru 2:5, Romani 12:1) și nu una expiratoare. Singurul lucru care se cerea credinciosului era credința, adică primirea harului, căci Taina nu era decât cuvântul legat de un semn văzut; Cât privește Taina pocăinței, s-a deformat prin rușinosul trafic al indulgențelor. „Înapoi la Evanghelie!”, cerea Luther.
A treia scriere, cea mai teologică și, alături de „Catehismul Mic“, cea mai simplă din câte a lăsat Luther, este „Despre libertatea creștinului“, redactată în noiembrie 1520. A fost scrisă în limba germană și era adresată papei Leon al X-lea ca un fel de justificare împotriva excomunicării, la care se aștepta. El ataca teologia Bisericii catolice prin faptul că afirma că toți credincioșii sunt preoți ca rezultat al credinței lor personale în Hristos.  Subiectele în dispută erau clarificate prin aceste atacuri ale lui Luther împotriva ierarhiei, a Tainelor și a întregii teologii catolice, dar și prin chemarea lui la reformă națională. El a câștigat nobilimea de partea sa.
În 15 iunie 1520, Leon al X-lea a emis bula Exurge Domine, care cenzura ca eretice 41 de teze din scrierile lui Luther privind mai ales organizarea bisericească și preoția harismatică și fixa un termen de 60 de zile, pentru retractare. La împlinirea termenului, Luther a răspuns printr-un pamflet intitulat Împotriva Bulei lui Antihrist, după care, susținut de partizani, a ars în public bula papală și „Corpus Juris Canonici“, fiind hotărât să-și asume toată responsabilitatea, adresându-se studenților numai în limba germană.
S-a declanșat un conflict deschis îndelungat, care va marca evoluția viitoare a Europei. Lumea apuseană avea atunci alte priorități, Roma dormea, teologia catolică era în somnolență, iar ideile lui Luther se răspândeau cu repeziciune. Din toate părțile reformatorul era felicitat și încurajat. În aprilie 1521, prin bula de excomunicare emisă împotriva lui Luther, papa a cerut împăratului Carol al V-lea să dispună executarea lui Luther. Împăratul, în loc să dea curs cererii papei, a convocat dieta de la Worms, pentru a da socoteală de vederile lui. Oficialitățile din dietă i-au cerut să-și retragă declarațiile. În fața dietei, Luther a refuzat să-și retracteze învățătura, dacă nu putea fi convins, prin mărturia Scripturii sau prin raționament, că greșise. A mai afirmat că-și va menține poziția numai pe această bază și a cerut ajutor de la Dumnezeu. „Acestea-s părerile mele și altfel nu pot; Dumnezeu să-mi ajute!“
Dieta l-a declarat scos în afara legii, ceea ce însemna că putea fi capturat și ucis de oricine. După plecarea sa de la Worms, dieta a dat un edict prin care poruncea tuturor supușilor imperiali să-l prindă pe Luther și să-l predea autorităților. Era de asemenea interzisă citirea scrierilor lui.
Pe drumul de întoarcere către Wittenberg a fost „răpit” de oamenii principelui elector al Saxoniei, Frederic al III-lea, care era și fondatorul universității din Wittenberg. Aceștia l-au ascuns în castelul de la Wartburg, unde a rămas până în anul 1522. În timpul cât a stat ascuns la Wartburg, Luther, cunoscut sub numele de cavalerul Jorg, a tradus în germană Noul Testament, după originalul grecesc al lui Erasmus. Ceva mai târziu, în 1534 avea să traducă și Vechiul Testament, după originalul ebraic, ca mai apoi, în 1535, să tipărească întreaga Scriptură în limba germană, punând bazele limbii literare germane. Au urmat alte ediții, încât toți germanii aveau Scriptura lor. 
Preocuparea principală a împăratului Carol era războiul cu Franța, astfel încât, în cele din urmă, Luther a putut reveni la catedra din Wittenberg. Încercările de reformare a bisericii locale nu au avut succes în Europa Centrală în timpul vieții sale, dar au fost continuate de discipolii săi. Luther nu a fost statornic în cele stabilite în programul său de reformă, căci, demolând o instituție, a postulat o Biserică nevăzută, a dinamitat ierarhia în Biserică, și, prin extindere, orice ierarhie, a îndepărtat cultul sfinților, al icoanelor, al moaștelor, etc., a dat Biblia în mâna creștinilor și a îndemnat să o citească și să creadă.
În 1524 o parte din țărănimea din sudul Germaniei, Austria și Elveția condusă de preotul Thomas Müntzer s-a folosit de teoria lui Luther ca pretext pentru declanșarea Războiului Țărănesc (Deutscher Bauernkrieg) în care au fost uciși 100.000 de țărani.
Credința era relativizată și individualizată, nemaiexprimând apartenența la aceeași realitate hristică a Bisericii. Nu mai existau reguli, norme sau obligații, fiecare-și era propria normă. Când a văzut ce se întâmplă, l-a îndemnat pe prietenul său Philipp Melanchthon să întocmească un Catehism, „Loci communes“, în care Biserica Invizibilă primea un oarecare contur, credința individualizată trebuia să se supună unor principii etc. Luther a îndemnat călugării la părăsirea jurământului depus, el însuși căsătorindu-se cu o fostă călugăriță, Katerina de Bora și având șase copii.
În fața încercării împăratului Carol Qiuntul (1519-1556) de a limita sau stinge urmările reformei, luteranii s-au întărit la dietele din Speyer (1529) și Augsburg (1530) unde și-au redactat celebra Confessio Augustana, mărturisirea lor de credință. În 1531 s-a format blocul smalkaldici al protestanților, ca ligă proprie. Abia la Interimul de la Augsburg s-a stabilit compromisul Cujus regio, ejus religio, ceea ce consacră principiul teritorial protestant asupra imperiului teocratic medieval.
Reforma a adus înapoi în creștinism vigoarea bisericii primare pierdută într-un mileniu de negură. Limba latină, moștenită în Biserică datorită influenței Imperiului Roman, încetase a mai fi vorbită sau înțeleasă de către „barbarii” care trăiau acum în Europa. Faptul că atât liturghia cât și textul scripturilor erau în latină limita accesul la ele numai clerului educat, și acesta era în număr foarte restrâns. Datorită interesului în limbile clasice manifestat în secolele XVI-XVII chiar de către umaniști ca Erasmus, Vulgata, traducerea Bibliei în latină efectuată de Sf. Ieronim (cca. 405 A.D.) și folosită în mod exclusiv în Biserică, începuse să fie dovedită ca având lacune. Ideile protestante de traducere a Scripturii în limbile naționale ale popoarelor, propagate cu ajutorul tiparniței lui Gutenberg, au pus într-o perspectivă proaspătă adevărul și geniul creștin.
Reforma a proliferat. Și-au făcut apariția mulți reformatori, fiecare având idei proprii. Nicholas Stoch și Markus Stubner-"Profeții de la Zwickau", s-au stabilit la Wittemberg și au predicat o versiune diferită. La întoarcerea lui Luther aceștia au fost alungați împreună cu Thomas Müntzer, cel care a fondat anabaptismul. Muntzer a fost asociat cu războiul țărănesc și a răspândit ideile lui Luther. A contestat cele șapte taine și declara că principiile îi împiedicau pe țărani să meargă pe calea mântuirii, ceea ce oferă o dimensiune socială reformei. În acest context, apare ruptura dintre Luther și Muntzer, întrucât Luther a scris un pamflet prin care menționa că țăranii sunt "turbați", iar Müntzer trebuia prins și ucis după război. 
Ulrich Zwingli a activat la Zürich, unde și-a dezvoltat gândirea teologică simultan cu Luther. El considera că împărtășania era un ritual simbolic. Martin Bucer a activat la Strassburg. A mediat între reformatori și a organizat întâlniri dintre Calvin și Luther, încercând să-i aducă pe un front comun. Luther s-a apropiat de principi, condamnând țăranii revoltați în 1525, susținând formarea unor "Landerskirtchen"- biserici teritoriale și a scris Catehismul. Treptat, luteranismul se răspândește. În 1525 se răspândește în Prusia, fondată de Ordinul Teutonic. Albert a trecut la luteranism și a devenit duce al Prusiei. În 1526, dieta de la Speyer a refuzat aplicarea edictului de la Worms, și a lăsat dreptul temporar al prinților și orașelor libere de a-și alege religia. În 1527, în Suedia, Gustav Vasa trece la luteranism din motive economice, pentru a seculariza averile mănăstirești. În 1529, noua dietă condamnă ideile reformatoare. Șase prinți și paisprezece orașe libere au protestat, iar adepții lui Luther au fost numiți "protestanți".
În 1530 Philipp Melanchton, discipolul lui Luther, a redactat Confesiunea de la Augsburg, un document ce expune ideile de bază ale credinței luterane. Adepții lui Luther s-au transformat într-o facțiune politică, în 1531, fiind constituită „Liga de la Schmalkalden“, în care se grupau toți cei nemulțumiți de abuzurile bisericii catolice și de politica împăratului Carol Quintul. În 1534 Luther a finalizat traducerea Vechiului Testament, realizând o versiune integrală a bibliei în limba germană, în 1545, ce a jucat un rol major în reforma și în constituirea limbii germane literare. Lucrările lui Luther s-au răspândit prin intermediul tiparului, atrăgând tot mai mulți susținători, oferindu-i protecția popularității. În 1536-1537 Danemarca și Norvegia sunt unite de regele luteran Christian al III-lea.
În 1543-1550, luteranismul cuprinde orașele săsești din Transilvania și Țările Române. În 1552 are loc armistițiul de la Passau, prin care împăratul Carol Quintul garantează protestanților luterani libertatea de religie. S-a declanșat războiul civil în imperiu între apărătorii reformei și catolici, ce s-a încheiat după moartea lui Luther, prin pacea de la Augsburg, care, în 1555, a statuat principiul "cuius regio, eius religio" (a cui este conducerea, a aceluia este și religia). Toleranța religioasă nu era recunoscută încă, ci doar era afirmat dreptul principilor de a impune religia pentru care au optat și supușilor lor. Cine nu dorea să accepte schimbarea de confesiune, putea părăsi principatul. Astfel, reforma a avut succes în sud-estul Germaniei, în zona renană, diviziunea religioasă fiind durabilă. Faptele pioase, participarea la slujbele religioase, pomenile, pelerinajele, cumpărarea indulgentelor, sfintele taine (cu excepția botezului și împărtășaniei) nu mai erau necesare. Legătura cu divinitatea nu mai era stabilită de intermedierea bisericii și a preotului. Credinciosul avea acces la biblia tradusă în limba sa, interpretând de unul singur scrierile sfinte, putea deveni preot și nu era necesar decât să aibă credință, prin sola gratia, sola fide, sola scriptura (numai prin harul divin, numai prin credință, numai prin scriptură).

## Luteranismul în țările române
Luteranii din România sunt reprezentați oficial prin două instituții: 
- Biserica Evanghelică de Confesiune Augustană din România (a credincioșilor de naționalitate germană).
- Biserica Evanghelică Luterană Sinodo-Prezbiteriană (a credincioșilor maghiari și slovaci)